# Silvio Barbato
Silvio Sergio Bonaccorsi Barbato (Candeias, 11 maggio 1959 – Oceano Atlantico, 1º giugno 2009) è stato un direttore d'orchestra e compositore brasiliano di origine italiana.

## Biografia
Silvio Barbato nacque da Daniele Barbato e Rosalba Bonaccorsi, a sua volta figlia di Silvio e Alvara Bonaccorsi e nipote di Celestino e Luigi Bonaccorsi, primi discendenti dei fratelli Bonaccorsi, originari di Fornaci di Barga, emigrati in Brasile alla fine dell'Ottocento. I suoi genitori erano entrambi medici, nella città di Candeias, (Brasile). Il padre morì a Brasilia, vittima di un infarto fulminante negli anni novanta, quando era professore all'Università della capitale.

Si diplomò in "Direzione d'Orchestra" presso l'Università di Brasilia; studiò composizione e direzione prima con Claudio Santoro e poi si spostò in Italia, per continuare la sua formazione con Azio Corghi al Conservatorio Giuseppe Verdi di Milano. Nel 1984 ricevette il diploma di merito all'accademia Musicale Chigiana di Siena e un anno dopo si diplomò al Conservatorio di Milano, ricevendo la medaglia d'Oro in Alta Composizione, unico brasiliano dopo Carlos Gomes a ricevere questa onorificenza. Immediatamente fu chiamato al Theatro Municipal di Rio de Janeiro, dove, a soli 25 anni, diresse la sua prima opera, Tosca.
Sempre in Italia frequentò la classe di Franco Ferrara, e diventò assistente direttore di Romano Gandolfi al Teatro alla Scala. A Chicago prese il master in "Opera Italiana" sotto la guida di Philip Gossett. Fu direttore dell'Orchestra del Teatro Nazionale di Brasília per ben due volte: dal 1989 al 1992 e dal 1999 al 2006. Nel 1996, in occasione del centenario di Antônio Carlos Gomes, venne chiamato da Plácido Domingo a ricostruire la partitura originale dell'opera O Guarany, per l'apertura di stagione del Washington National Opera. Versione mai più ascoltata dopo la sua "prima" al Teatro alla Scala nel 1870.
Fu direttore musicale del film “Villa Lobos, Uma Vida de Paixão”, venne premiato con il “Gran Premio del Cinema Brasile 2001”, nella categoria "miglior colonna sonora". Nel 2002 ricevette la Medaglia per Meriti Culturali dal Presidente della Repubblica Brasiliano e fu promosso al grado di Commendatore dell'Ordine del Rio Branco. Il 30 settembre 2003, "Terra Brasilis", balletto da lui composto, debuttò al Teatro Comunale di Rio de Janeiro, con la coreografia di Antonio Gaspar, Corpo di Ballo e Orchestra Sinfonica "Ópera Brasil", sotto la direzione dello stesso Barbato, e la direzione generale di Fernando Bicudo.
Lo stesso balletto venne successivamente ripreso in Italia, al Teatro Massimo Bellini di Catania nel 2005, con il corpo di ballo "Ópera Brasil", e con l'orchestra sinfonica del Bellini. Nel 2006 diresse la prima europea assoluta del “Colombo”, poema corale sinfonico in quattro parti di Albino Falanca, musiche di Antônio Carlos Gomes, al Teatro Massimo Bellini di Catania. Il “Colombo” al “Bellini” fu un vero e proprio evento che richiamò l'interesse della stampa internazionale non essendo, nei suoi 114 anni di vita, mai stato rappresentato nel Vecchio Continente ma solo nel Continente Americano.
Dell'opera, per l'occasione, fu realizzato un cd curato dalle edizioni musicali Bongiovanni di Bologna.
Sempre nello stesso anno ricevette l'incarico e l'onore di orchestrare il concerto di chiusura dell'anno Mozartiano, presso lo storico Teatro Olimpico di Vicenza. Il 1º giugno 2008 diresse l'Orchestra Camerata Brasil di Brasilia nel concerto "Tributo a Pavarotti", con la partecipazione di Luciana Tavares, Thiago Arancam, Andreas Kisser e Fernanda Abreu. In novembre diresse la prima mondiale, in forma ridotta, della sua opera "Carlos Chagas" nella Sala Palestrina di Palazzo Pamphilj a Roma.
Negli ultimi anni si dedicò particolarmente alla composizione, mettendo in scena due opere: “O Cientista”, basata sulla vita di Oswaldo Cruz, e “Carlos Chagas”, sulla vita di Carlos Chagas Filho.
In Italia salì sui podi di Roma, Catania, Spoleto, San Remo, Lecce, Firenze, Vicenza, Palermo. Collaborò con grandi cantanti come Angela Gheorghiu, Roberto Alagna, Montserrat Caballé, Plácido Domingo.
Morì il 1º giugno 2009 nell'incidente aereo del volo Air France 447 da Rio de Janeiro a Parigi, mentre si recava a Kiev per presentare la sua opera Carlos Chagas e per tenere una conferenza sulla musica russa e brasiliana. Al momento della morte era stato nominato Direttore permanente dell'Orchestra Sinfonica del Teatro Comunale di Rio de Janeiro, ed era inoltre Direttore Artistico del Teatro Nazionale Claudio Santoro di Brasilia e Direttore Musicale della Sala Palestrina di Palazzo Pamphilj a Roma.
Amava la sua città, Rio de Janeiro, e, nonostante la sua carriera internazionale lo portasse in giro per il mondo, faceva il pendolare e tornava sempre a casa quando poteva. La sua compagna era la violinista Antonella Pareschi. Il 28 aprile 2010 il Teatro del SESC "Presidente Dutra" di Brasilia, fu ribattezzato "Teatro Silvio Barbato", in suo omaggio. La cerimonia venne accompagnata da un concerto di musica erudita con l'Orchestra Camerata Brasil, sotto la bacchetta del M°Joaquim França.

## Composizioni
- Terra Brasilis - balletto - Prima mondiale al Teatro Comunale di Rio de Janeiro nel 2003.
- Carlos Chagas - opera - Prima mondiale in versione ridotta nella Sala Palestrina di Palazzo Pamphilj a Roma il 1º novembre 2008.
- O Cientista - opera - Prima mondiale al Teatro Comunale di Rio de Janeiro nel 2006
- Simon Bolivar - opera - Il suo ultimo lavoro, rimasto incompleto. Doveva debuttare a fine 2009.

## Libri
- O Guarani, Canto de Guerra, Canto de Vitória (2004).

## Onorificenze
- "Lei Sarney" per la musica classica (San Paolo, 1988)
- "Medaglia d'oro per meriti artistici" (Brasilia, 2002)[9]